# Federazione di baseball della Papua Nuova Guinea
La Federazione papuana di baseball (eng. Papua New Guinea Baseball Federation) è un'organizzazione fondata per governare la pratica del baseball e del softball in Papua Nuova Guinea.
Organizza il campionato maschile e di softball femminile, e pone sotto la propria egida la nazionale maschile e di softball femminile.